# Muhammed İlkhan
Muhammed İlkhan (ur. 5 września 1985) – turecki zapaśnik walczący w stylu wolnym. Zajął piąte miejsce na mistrzostwach świata w 2009. Dziesiąty w mistrzostwach Europy w 2016. Triumfator igrzysk śródziemnomorskich w 2009. Czternasty w Pucharze Świata w 2013.